# Drahanovice
Drahanovice (deutsch Drahanowitz) ist eine Gemeinde in Tschechien. Sie liegt 13 Kilometer westlich des Stadtzentrums von Olomouc und gehört zum Okres Olomouc.

## Geographie
Drahanovice befindet sich am Fuße der Zábřežská vrchovina in der Obermährischen Senke (Hornomoravský úval). Das Dorf wird vom Bach Zlatá stružka durchflossen. Südlich erheben sich der Malý Kosíř (316 m) und Velký Kosíř (442 m), im Südwesten der Sýkorník (413 m). Am nordöstlichen Ortsrand verläuft die Bahnstrecke Červenka – Prostějov.
Nachbarorte sind Náměšť na Hané und Loučany im Norden, Nová und Rataje im Nordosten, Ústín und Luběnice im Osten, Lutín, Slatinice und Lípy im Südosten, Slatinky, Čelechovice na Hané und Stařechovice im Süden, Služín, Čechy pod Kosířem und Lhota pod Kosířem im Südwesten, Kníničky und Ludéřov im Westen sowie Střížov im Nordwesten.

## Geschichte
Die erste schriftliche Nachricht über Drahanowicz stammt aus dem Jahre 1322. Die erste Erwähnung der Feste Drahanowicz erfolgte 1351; es wird angenommen, dass sie am Übergang von 13. zum 14. Jahrhundert entstand. Die Existenz der Pfarre Drahanowicz ist seit 1349 belegbar; nach der Pfarrchronik soll sie 1341 gegründet worden sein. Der Ort war Sitz verschiedener niederer Adelsgeschlechter, die das Prädikat von Drahanowicz gebrauchten. Zu ihnen gehörten zu Beginn des 15. Jahrhunderts die Tunkl von Drahanowicz und später die Drahanovský von Stvolová. Ab 1427 wurde der Ort als Drahanovice und 1594 als Drahnov bezeichnet. Nach der Schlacht am Weißen Berg wurden die Güter des Vratislav Bernard Drahanovský von Stvolová konfisziert. Anschließend wechselten die Besitzer von Drahanovice in rascher Folge und 1724 wurde die Herrschaft an Čechy pod Kosířem angeschlossen. Die Matriken werden seit 1709 vor Ort geführt. Weitere Namensformen waren Drahanowitz (ab 1633) und Drahanovitium (1771). Seit 1798 ist eine Schule nachweisbar. Die Feste wurde 1805 – mit Ausnahme des Schwarzen Turms – abgebrochen. Im Jahre 1837 lebten in den 77 Häusern des Dorfes 462 Personen. Bis zur Mitte des 19. Jahrhunderts blieb das Dorf immer nach Čechy pod Kosířem untertänig.
Nach der Aufhebung der Patrimonialherrschaften bildete Drahaňovice bzw. Drahonovice/Drahanowitz ab 1850 eine Gemeinde in der Bezirkshauptmannschaft Olmütz. Die Bewohner des Dorfes lebten von der Landwirtschaft. 1861 gründete August Graf Sylva-Taroucca in Drahanowitz eine Zuckerfabrik. Diese wurde 1870 in die Aktiengesellschaft der k.k. privaten Zuckerfabrik in Drahanowitz umgewandelt. Im Jahre 1876 zerstörte ein Großfeuer fast das gesamte Dorf und die Zuckerfabrik. Seit 1890 fand der tschechische Ortsname Drahanovice amtlichen Gebrauch. Zu Beginn des 20. Jahrhunderts wurde die Zuckerfabrik zur Aktiengesellschaft der bäuerlichen Zuckerfabrik in Drahanowitz/Akciové společnosti rolnického cukrovaru na Drahanovicku umfirmiert, deren Hauptaktionär Franz Freiherr Klein war. Nachdem die anderen Gesellschafter 1914 die Kleinsche Aktienmajorität aufgekauft hatten, wurde das Unternehmen in Bäuerliche Actien-Zuckerfabrik in Drahanowitz/Rolnický akciový cukrovar v Drahanovicích umfirmiert. Seit 1921 gehörte die Gemeinde zum Okres Olomouc-venkov. 1924 wurde das Dorf elektrifiziert. 1928 entstand die Eisenbahnstation. In den Jahren 1915, 1924, 1938, 1947 und 1954 wurde Drahanovice bei Hochwassern der Zlatá stružka überflutet. Die Zuckerfabrik wurde 1947 verstaatlicht. Ab 1949 gehörte die Gemeinde zum Okres Olomouc-okolí und seit 1961 gehört sie zum Okres Olomouc. 1951 brannte die Maschinenstation nieder. Im Juni 1960 wurden Ludéřov (mit Kníničky und Střížov) und Lhota pod Kosířem eingemeindet. Zu Beginn des 21. Jahrhunderts ging die Zuckerfabrik in Konkurs und wurde stillgelegt. Der Kernort hat 693 Einwohner und besteht aus 259 Wohnhäusern und 42 Ferienhütten.

## Gemeindegliederung
Die Gemeinde Drahanovice besteht aus den Ortsteilen Drahanovice (Drahanowitz), Kníničky (Kinitschl), Lhota pod Kosířem (Lhota), Ludéřov (Luderschow) und Střížov (Strischow) sowie der Ansiedlung Nová (Nowa).
Das Gemeindegebiet gliedert sich in die Katastralbezirke Drahanovice, Lhota pod Kosířem und Ludéřov.

## Sehenswürdigkeiten

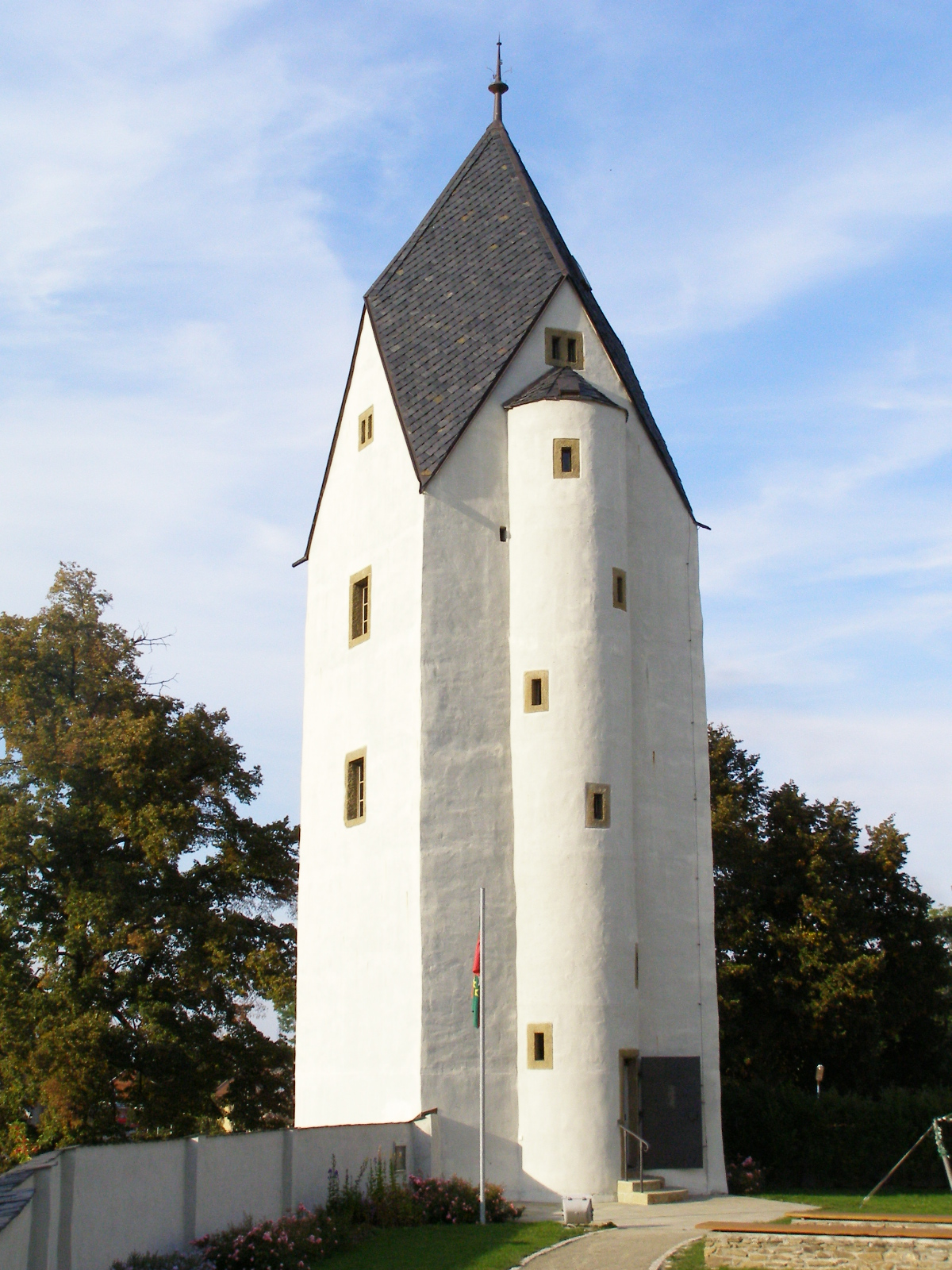
Černá věž (Schwarzer Turm)

- Černá věž (Schwarzer Turm), der viergeschossige eckige Turm von 28 m Höhe ist das Relikt der mittelalterlichen Feste Drahanovice aus dem 13. und 14. Jahrhundert. Seine Umgestaltung im Renaissancestil erfolgte zwischen 1567 und 1590. In der Mitte des 19. Jahrhunderts wurde er instand gesetzt. Er beherbergt seit seiner Sanierung im Jahre 2002 eine Ausstellung des landeskundlichen Museums Olomouc zur Archäologie und Ortsgeschichte sowie eine Galerie. Neben dem Turm wurde ein Kulturzentrum errichtet
- Kirche Jakobus des Älteren, erbaut 1742 um einen mittelalterlichen Kern aus dem 14. Jahrhundert
- Campanile, nördlich der Kirche an der ehemaligen Friedhofsmauer, der zweigeschossige Renaissancebau entstand im 16. Jahrhundert, er trägt drei Glocken
- Statue des hl. Johannes von Nepomuk, geschaffen um 1840
- Park hinter der Zuckerfabrik
- keltisches Heiligtum bei Ludéřov
- Naturpark Terezské údolí mit gleichnamigen Tal der Šumice, nordwestlich des Ortes
- Naturpark Velký Kosíř
- Quellgebiet der Zlatá stružka